# Помонте (Гросето)
Помонте (итал. Pomonte) је насеље у Италији у округу Гросето, региону Тоскана.
Према процени из 2011. у насељу је живело 26 становника. Насеље се налази на надморској висини од 124 м.